# محمد صدر علائي

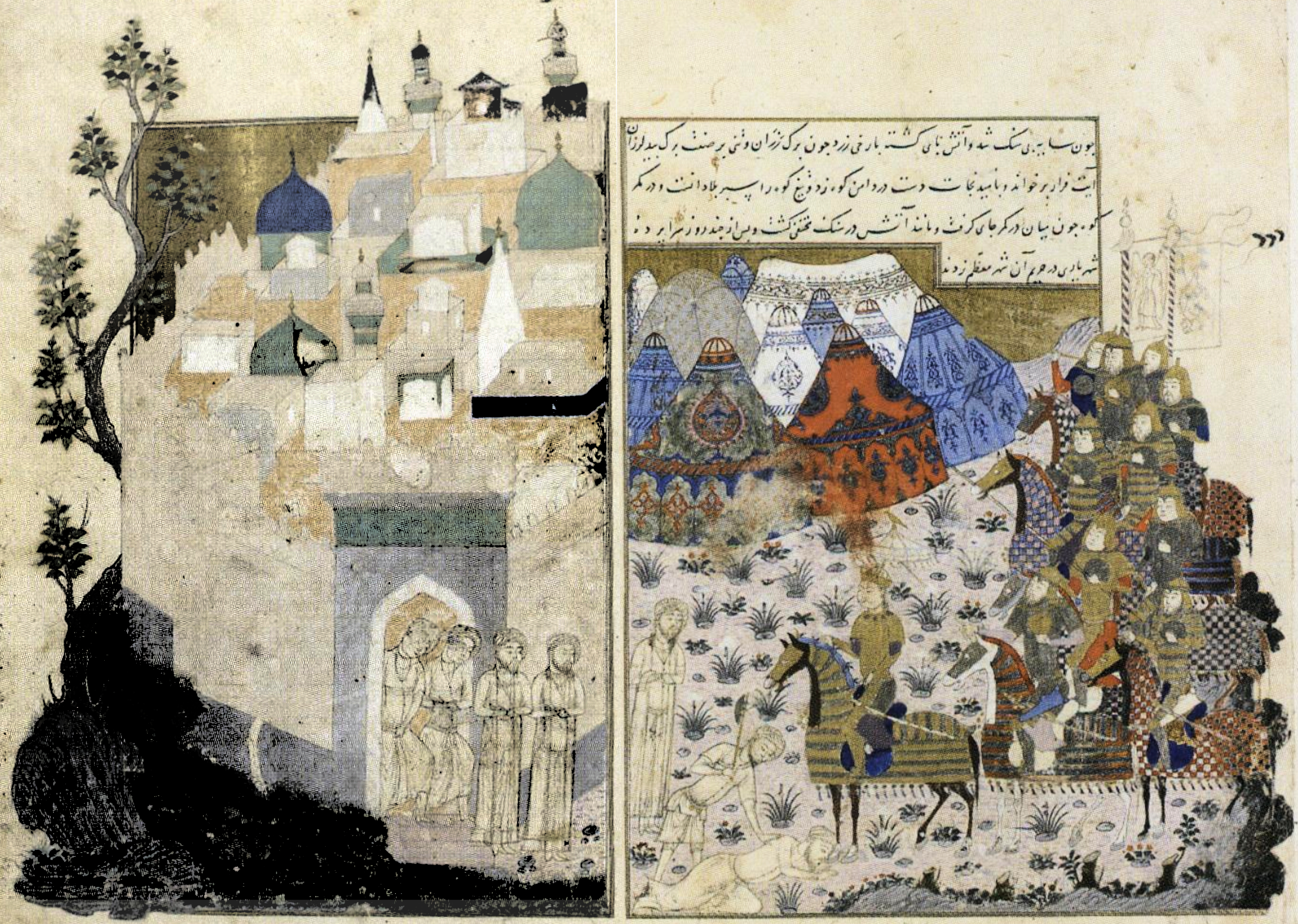
تصوير في عام 1410 م للسلطان الجلائري غياث الدين تغلق يقود قواته للاستيلاء على مدينة تيرهوت في عام 1324، استنادًا إلى كتاب "بساتين الأنس" لإختصان دبير، أحد أعضاء بلاط تغلق وسفير إلى إيران الإيلخانية. الصورة من نسخة ترجع لحوالي عام 1410 من أصل مفقود يعود تاريخها إلى عام 1326 م. وهي محفوظة في إسطنبول، في مكتبة متحف قصر طوب قابي، من مخطوطة رقمها R.1032.

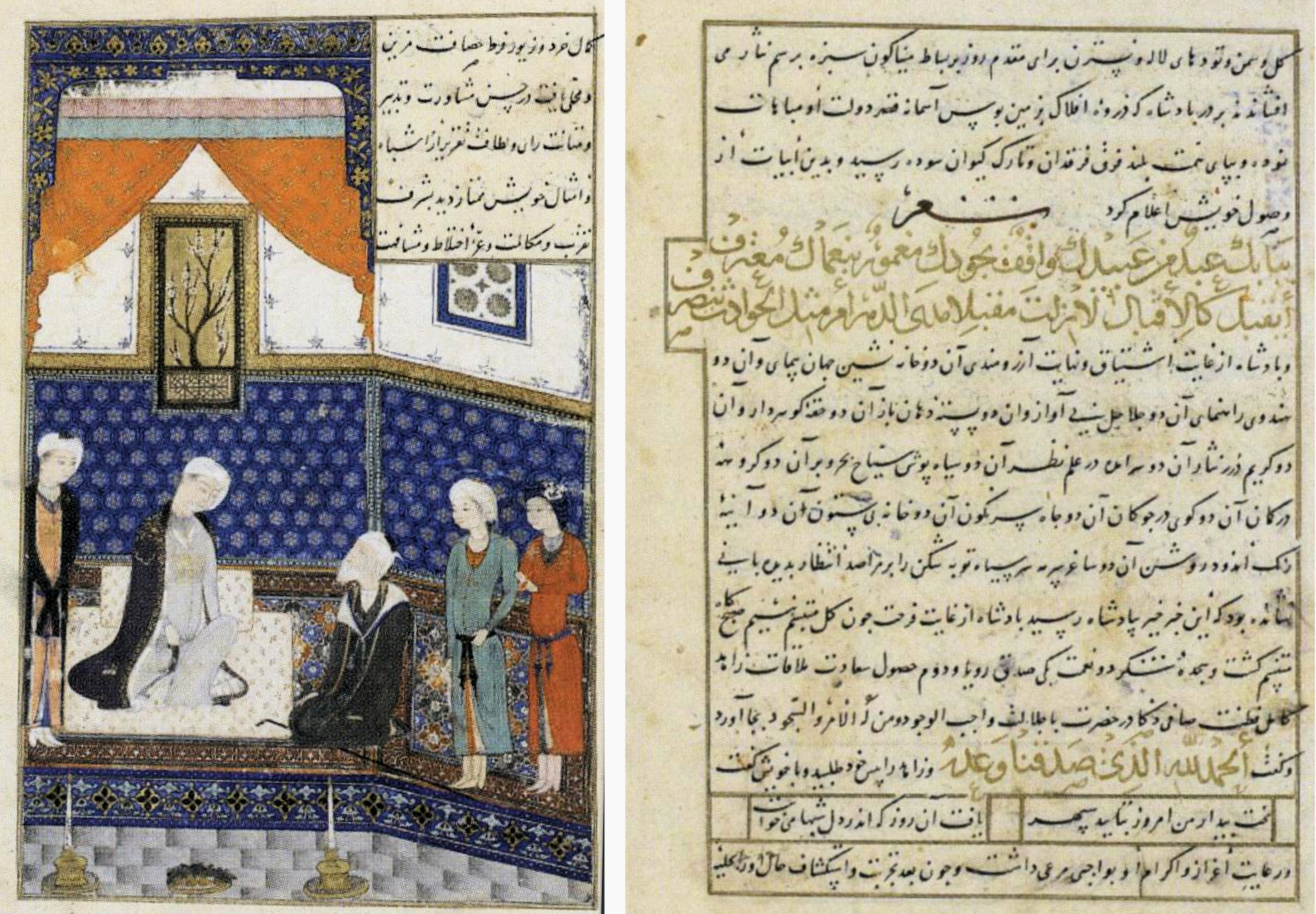
"حاكم أخين يستمع إلى الزاهد". بساتين الأنس ، نسخة 1410 م

تاج الدين محمد صدر علاء بن أحمد حسن دبير عبدوسي الدهلوي (1301-1351)، المعروف أيضًا باسم إختصان دبير، كان مؤلفًا مسلمًا من القرن الرابع عشر وُلد في دلهي، بالهند ، في زمن سلطنة دلهي، حيث كان خادمًا وراثيًا لبلاط سلالة تغلق، وسكرتيرًا للديوان الملكي. كان يحمل لقب ملك الرفيع في البلاط. وفقًا لعدة روايات، فقد أرسله محمد بن تغلق أيضًا سفيرًا إلى إيران.

## مكان الميلاد
يتحدث المؤلف بإعجاب كبير عن مسقط رأسه دلهي، ولذلك يُلقب بـ "الدهلوي". كما يُعرف أيضًا بلقب "الهندي"، مما يدل على أنه جاء من الهند. وقد وصف "المدينة العظيمة دلهي" بأنها موطنه الأصلي، وأرضها بأنها "تغذي الأرواح"، وأنه "في هذه العاصمة التي تشبه الجنة تفتحت زهرة شبابه في حديقة جسده". وقد تفوق هناك في مختلف فروع المعرفة، وكان له العديد من الأصدقاء.

## الأعمال
اشتهر بعملٍ باللغة الفارسية بعنوان "بساتين الأُنس"، وتوجد نسخة جزئية منه، يعود تاريخها إلى حوالي عام 1410، حالياً في متحف طوب قابي في إسطنبول (المخطوطة رقم R. 1032). وكان هذا العمل ترجمة فارسية لكتاب هندي (باللغة السنسكريتية) عن ملك هندوسي يُدعى كيشواجير، مما يُظهر أنه كان واحدًا من بين العديد من العلماء المسلمين الهنود الذين أبدوا اهتمامًا كبيرًا بالثقافة الهندية.
وقد أهدى عمله إلى محمد بن تغلق (حكم من عام 1325 إلى عام 1351)، حاكم سلطنة دلهي. كان محمد صدر علائي عضوًا في الديوان الملكي لسلطنة دلهي الذي رافق غياث الدين تغلق، مؤسس سلالة تغلق، في غزوه لتيرهوت [الإنجليزية] في شمال شرق الهند (حملة "لخناوتي" عام 1324). مَرِض أثناء عودته من تيرهوت، لكن عالجه طبيب يدعى محمد خجندي. أثناء مرضه، زُود بترجمة فارسية لقصة هندوسية، والتي استخدمها كمادة لكتابه. الشخصيات الرئيسة في القصة هم وزير، وزاهد، وملك أوجاين وكانوج الذي يسميه الملك "كيشفارجير"، وابنة الإمبراطور الصيني المسمى الملكة مولكاراي من سرنديب (سيلان). كتب كتابه في بضعة أشهر، وأضاف إليه قصائد بالفارسية وآيات عربية من القرآن الكريم، وأكمله في عام 726 هـ (1325-1326)، عندما كان لا يزال في السادسة والعشرين من عمره. تعتبر التفاصيل المادية الموصوفة في الكتاب ذات قيمة وثائقية وتاريخية جيدة، وهو ما يفسره وضع المؤلف كشاهد عيان معاصر. ويختتم كتابه بالتعبير عن امتنانه لكرم غياث الدين تغلق "الذي أعطاه ستين ألف دينار وستين حصانًا" مقابل قصيدة واحدة.
النسخة من الكتاب المعروفة لدينا، والتي يرجع تاريخها إلى حوالي عام 1410 م، هي نسخة جلائرية وغير مكتملة. من المحتمل أن يعود تاريخ هذه النسخة إلى عهد أحمد الجلاير من سلالة الجلايريين في العراق. ظلت المساحة المخصصة لنحو 12 منمنمة فارغة، ولكن منمنمتين أخرتين، مكتملين جزئيًا أيضًا، وقد صلتا إلينا. ويظهر في الصورة راجا مدينة تيرهوت [الإنجليزية] الهندية وهو يستسلم لغيث الدين تغلق وقواته. أما الصورة المصغرة الأخرى فتظهر حاكم آهين وهو يتحدث مع العلماء.
تُعرف نسخ قليلة أخرى غير مزخرفة من هذا العمل، منها نسخة تعود إلى القرن السابع عشر محفوظة في المكتبة البريطانية (المخطوطة رقم Add. 7717)، وربما نسخة أخرى نسخها قوام الدين محمد المازندراني في سنة 836 هـ (1433 م)، محفوظة ضمن مجموعة شعوب آسيا في موسكو.